# Nicòpolis de l'Epir
Nicòpolis (en llatí Nicopolis ad Actium o Actia Nicopolis, en grec antic Νικόπολις) era una ciutat de l'Epir construïda per August en commemoració de la victòria d'Àccium l'any 31 aC.
Era a l'entrada del golf d'Ambràcia, a la part oposada al promontori d'Àccium (a Acarnània) a 3 km d'on després hi va haver Préveza, en un istme que separava el golf de la mar Jònica. En aquest istme hi va acampar August abans de la batalla. La seva pròpia tenda estava situada en un petit monticle de l'istme, des d'on veia tot el golf i la mar a l'altra banda. Va fortificar el campament i el va connectar amb muralles defensives fins al port exterior anomenat Comarus. Després de la batalla va rodejar amb un mur el lloc on havia plantat la tenda, va adornar el lloc amb trofeus navals i va construir en aquell espai un temple a Neptú. Suetoni diu que el temple era dedicat a Neptú i a Mart. De la ciutat de Nicòpolis en queden ruïnes bastant considerables anomenades Paleoprévesa.
La ciutat la va poblar amb grecs d'Ambràcia, Anactòrion, Tirion, Argos Amfíloc i Calidon, segons Estrabó i Pausànias. Es va establir un festival quinquennal anomenat Àctia per commemorar la victòria, consagrat a Apol·lo, on es feien jocs atlètics, carreres de cavalls i lluites navals, festival que probablement va reviure un de més antic que ja es feia a la comarca, ja que al promontori d'Àccium hi havia un temple molt antic dedicat a Apol·lo que menciona Tucídides, i que August va ampliar. Els encarregats del festival eren els lacedemonis, segons Dió Cassi. August la va declarar colònia romana.
Es va convertir en la principal ciutat de la zona; va entrar en decadència abans del regnat de Julià l'Apòstata, que va haver de restaurar la ciutat i els jocs. Al començament del segle V els gots la van saquejar. Justinià I la va restaurar altre cop. Al segle vi encara era la capital de l'Epir. Va esdevenir una vila insignificant i la ciutat de Prévesa, a l'altra banda del promontori, va rebre els seus habitants que hi van anar emigrant, i sens dubte van construir noves cases amb les pedres de l'antiga ciutat.